# Arroio Passo das Pedras

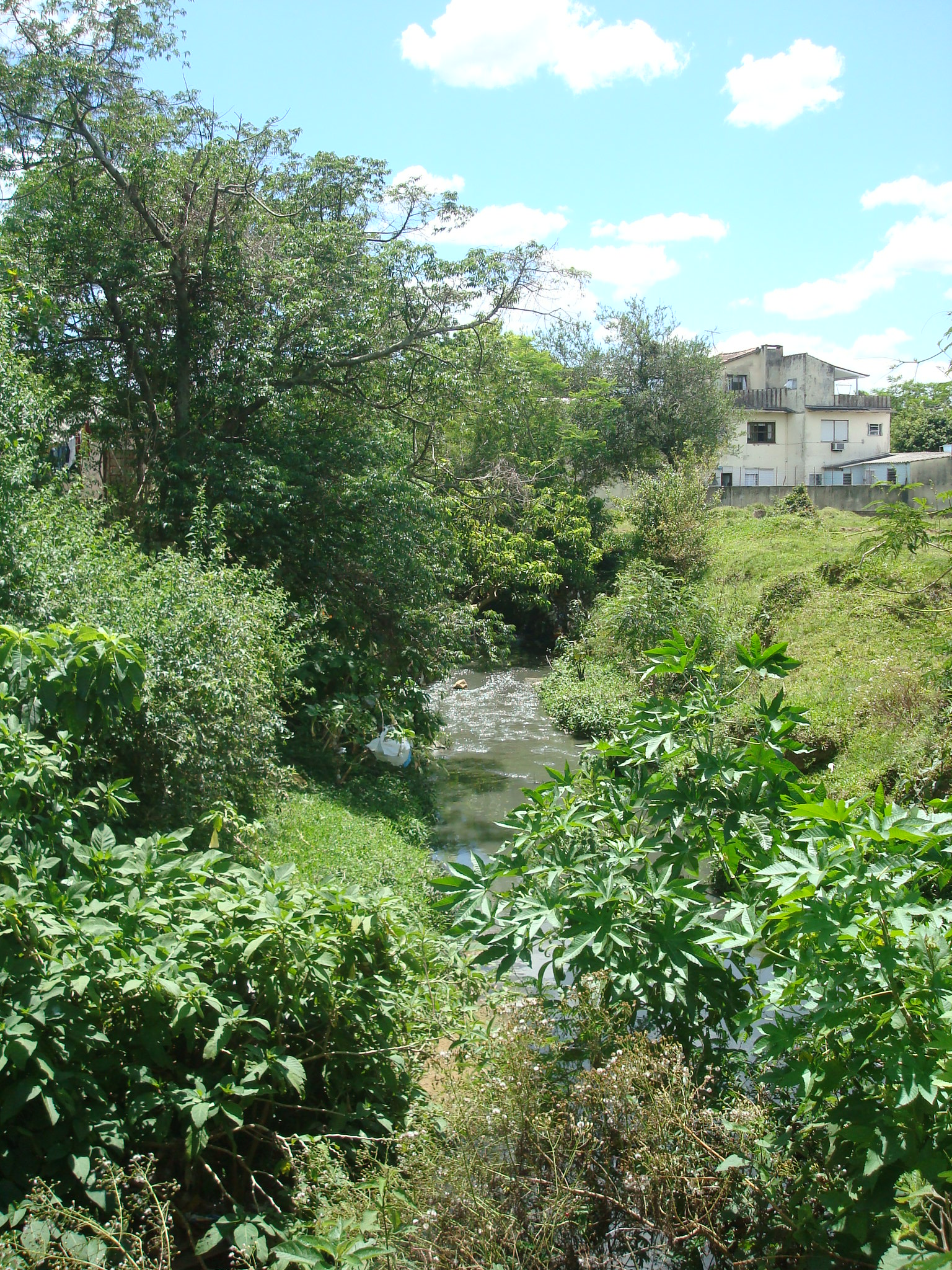
O Passo das Pedras, na altura do Morro Santana

O Arroio Passo das Pedras, também conhecido como Arroio Sarandi, é localizado na cidade de Porto Alegre, capital do estado brasileiro do Rio Grande do Sul. Este arroio compõe uma das vinte e sete sub-bacias hidrográficas do Lago Guaíba. Tem suas nascentes no Morro Santana, de onde partem também as nascentes e afluentes do Arroio Dilúvio e Arroio Feijó. Dá nome ao bairro de mesmo nome, na Zona Norte da cidade.